# NGC 2843
NGC 2843 (również PGC 26414) – galaktyka soczewkowata (S0), znajdująca się w gwiazdozbiorze Raka. Odkrył ją William Herschel 21 marca 1784 roku.